# ロレーヌ地域圏
ロレーヌ地域圏（フランス語: Lorraine、ロレーヌ語: Louréne、ドイツ語: Lothringen ロートリンゲン、ロートリンゲン・フランケン語: Lottringe、アレマン語: Lothringe ロートリンゲ）は、フランス北東部にあり、ドイツ国境に近いかつて存在した地域圏、あるいはその地域圏におおむね相当する歴史的地域である。東にかつてのアルザス、西にかつてのシャンパーニュ＝アルデンヌ、南にかつてのフランシュ＝コンテが隣接している。地域圏の広さは東京都の約11倍（九州の6.5割程度）、人口は宮城県と同じぐらいである。

## 歴史
ローマ人による征服以来、この地はトリーア、メスが都市として発達した。ロレーヌの名称は、ヴェルダン条約（843年）によってこの地方がロタリンギア（ロタール2世の領土）に属したことに由来する。
ロタリンギア分裂後、帰属を巡って抗争が起き、10世紀に高（上）ロレーヌと低（下）ロレーヌの南北2公国に二分され、後者がやがてブラバント公に帰属したため、前者が11世紀以降は単にロレーヌと呼ばれるようになった。
13世紀前半まで神聖ローマ帝国の勢力下にあったが、13世紀後半よりフランス王の勢力が浸透し、三十年戦争の際には事実上フランスが占領していた。その後も17世紀末までフランスの支配下にあり、ロレーヌ公位は名目上にすぎなかったが、レイスウェイク条約（1697年）で再び神聖ローマ帝国に帰属が戻り、1736年までロートリンゲン公国として神聖ローマ帝国の領邦国家となっていた。
ロートリンゲン（ロレーヌ）公フランツ3世シュテファン（フランソワ3世エティエンヌ、後の神聖ローマ皇帝フランツ1世）はハプスブルク家のマリア・テレジアと1723年に15歳で婚約したが、ルイ15世は結婚を認める条件として、元ポーランド王スタニスワフ・レシチニスキに公国を譲渡することを要求していた。この条件は了承され、1736年2月に婚姻がなされた。ルイ15世はスタニスワフにロレーヌを余生の場として提供した。なお、代償としてフランツにはトスカーナ大公国が与えられた。1766年、スタニスワフの死後に公国は最終的にフランスに併合され、1776年ナンシーに高等法院が設置された。
1856年にポンタ＝ムッソンの鉄鋼工場が完成した。1870年から1871年の普仏戦争の結果、ロレーヌの一部がドイツ帝国に併合されたが、1919年のヴェルサイユ条約の結果、フランスに帰属した。
この間1900年前後に、試行錯誤の末ミネット鉱と地下水の豊富なブリエ鉱床が開削できるようになった。並行して、ロレーヌを開発するフランス企業やベルギー企業にはティッセンなどのドイツ資本とルクセンブルク資本が流入した。1915年、政治家のルイ・マラン（フランス語版）（英語版）が200家族のヴァンデルとジャーナリストのモーリス・バレスから支援を受けてGroupe Lorrain という鉄鋼トラストを設立した。GL はメインバンクがなく、第二次世界大戦後も自己金融で賄っていた。戦後までフランスの銑鉄を9割も生産したが、戦前と変わって複合企業へ変わった。GL の主導権は先のヴァンデルや、またカヴァリエなどの鉄鋼ファミリーが互いに争い続けた。

## 行政区画
現在でも特にモゼル県などにはドイツ系住民が多く暮らす。
| 名称                                    | 人口(人)  | 州都/主府/本部                | 備考 |
| --------------------------------------- | --------- | ----------------------------- | ---- |
| モゼル県 Moselle                        | 1,033,000 | メス Metz                     |      |
| ムルト＝エ＝モゼル県 Meurthe-et-Moselle | 723,000   | ナンシー Nancy                |      |
| ムーズ県 Meuse                          | 193,000   | バル＝ル＝デュック Bar-le-Duc |      |
| ヴォージュ県 Vosges                     | 382,000   | エピナル Épinal               |      |